# Aloisio Butonidualevu
Aloisio Butonidualevu (Suva, Fiyi, 21 de octubre de 1983-7 de noviembre de 2023) fue un jugador de rugby fiyiano que jugó en la posición de centro.

## Carrera

### Club
| Periodo   | Club              |
| --------- | ----------------- |
| 2008-2009 | CS Lons Jura      |
| 2009-2010 | Bugue AC          |
| 2010-2011 | FC Auch Gers      |
| 2011-2013 | FC Grenoble Rugby |
| 2013-2015 | US Carcassonne    |
| 2015-2017 | Rugby Club Vannes |
| 2017-2018 | Rennes EC Rugby   |
| 2018-2019 | CA Périgueux      |
| 2020      | RCP Saint-Yrieix  |

### Selección nacional
Jugó para Fiyi en tres ocasiones en 2012, dos de esos partidos fueron en la Pacific Nations Cup 2012.

## Logros
- Rugby Pro D2 (1): 2012